# Adžamovci
Adžamovci su naseljeno mjesto u Republici Hrvatskoj u općini Rešetari u Brodsko-posavskoj županiji.

## Župna crkva
U Adžamovcima se nalazi kapela Uznesenja Blažene Djevice Marije koja pripada župi Mučeništva sv. Ivana Krstitelja iz Zapolja, te je dio Novogradiškog dekanata Požeške biskupije.

## Sport
- NK Polet Adžamovci (Više ne djeluje)

## Udruge
- DVD Adžamovci

- Lovna udruga Adžamovci

## Zemljopis
Adžamovci se nalazi istočno od Nove Gradiške, 3 km udaljeni od Rešetara, susjedna naselja su Gunjavci na sjeveru, Brđani i Godinjak na istoku, te Zapolje na jugu.

## Stanovništvo
Prema popisu stanovništva iz 2011. godine Adžamovci su imali 612 stanovnika.
| broj stanovnika | 247   | 259   | 295   | 394   | 510   | 586   | 569   | 573   | 666   | 653   | 660   | 679   | 644   | 658   | 628   | 612   | 446   |
|                 | 1857. | 1869. | 1880. | 1890. | 1900. | 1910. | 1921. | 1931. | 1948. | 1953. | 1961. | 1971. | 1981. | 1991. | 2001. | 2011. | 2021. |